# Helenize de Freitas
Helenize Henriques de Freitas (São João Nepomuceno, 8 de junho de 1945) é uma ex-voleibolista indoor brasileira que conquistou pela Seleção Brasileira a medalha de prata no Campeonato Sul-Americano de 1967 no Brasil e o ouro na edição realizada na Venezuela em 1969.Possui dois bronzes em edições da Universíada de Verão, nos anos de 1970 e 1973.Representou o Brasil na edição do Campeonato Mundial de 1970 e em três edições dos Jogos Pan-Americanos consecutivamente: 1967, 1971 e 1975.

## Carreira
Helenize começou a prática desportiva na natação no Mangueira F.C.[carece de fontes?].Também chamada pelos amigos de Belê, vem de uma família de desportistas de renome no Brasil, filha de Heraldo de Freitas e Celeste Henriques, sobrinha do ex-futebolista Heleno de Freitas, ídolo do Botafogo Futebol e Regatas, com o qual conviveu na infância entre os anos de 1952 e 1954, além de ser prima do ex-voleibolista e técnico de voleibol Bebeto de Freitas.
Optando pelo voleibol foi revelada no Mangueira F.C. e quando por este disputou o Campeonato Mineiro na cidade de Juiz de Fora.Com apenas 18 anos recebeu convocação para Seleção Mineira na categoria juvenil e conquistou o título na capital potiguar que sediou o Campeonato Brasileiro de Seleções.
Também representou a Seleção Mineira na categoria adulto, sendo bicampeã e eleita Melhor Jogadora do Campeonato Brasileiro de Seleções.Em 1966 passou a competir pelo Minas T.C. com apenas 20 anos e no ano seguinte passou a defender Mackenzie onde permaneceu por três anos.
Ainda em 1967 foi convocada para Seleção Brasileira e disputou o Campeonato Sul-Americano realizado em Santos-SP e conquistou a medalha de prata nesta participação. No mesmo ano disputou seus primeiros Jogos Pan-Americanos, ocorridos em Winnipeg –Canadá, e sob o comando dos técnicos Geraldo Faggiano e Hélcio Nunan a capitã e equipe brasileira conquistou o quarto lugar nesta edição.
Novamente em 1969 foi convocada para seleção principal e no mesmo ano disputou o Campeonato Sul-Americano realizado em Caracas-Venezuela e desta vez conquistou o seu primeiro ouro na competição e eleita a Melhor Jogadora, última conquista dourada do Brasil antes da supremacia continental imposta pela seleção peruana.No ano seguinte disputou seu primeiro Campeonato Mundial pela seleção, ocorrido em Varna-Bulgária, quando contribuiu para o Brasil encerrar na décima terceira posição.
Em 1970 jogou pelo Tijuca Tênis Clube e representando a Seleção Carioca conquistou por duas vezes o título do Campeonato Brasileiro de Seleções.Ainda em 1970, no âmbito das competições universitárias, Helenize representou o Brasil na Universíada de Verão em Turim-Itália conquistando a medalha de bronze, importante medalha a nível internacional para o país na modalidade feminina de voleibol[carece de fontes?]. No ano de 1971 participou pela segunda vez consecutiva dos Jogos Pan-Americanos, desta vez sediados em Cali-Colômbia, cujo técnico era Celso Bandeira, nesta ocasião conquistou novamente a quarta posição.
Já em 1973 participou pela segunda vez da Universíada de Verão, edição sediada em Moscou na época pertencia a ex-União Soviética e conquistou novamente o bronze e eleita a Segunda Melhor Atleta e que marcou sua carreira a vitória sobre a representação de cubana.
Helenize disputou em seu último ano pela seleção brasileira a edição dos Jogos Pan-Americanos de 1975 , estes sediados na capital mexicana, cujo técnico era Edinilton José de Vasconcelos e nesta participação a capitã brasileira encerra em quinto lugar; pela seleção ainda disputou o Torneio Internacional no Japão.Também foi atleta do Fluminense[carece de fontes?]
Considerada umas das jogadoras mais completas nas décadas de 60 e 70 é formada em magistério pela Escola Normal Dona Prudenciana, também se formou em Educação Física pela Universidade Federal de Minas Gerais.Em 1980 volta a residir em São João Nepomuceno e passou atuar como professora da Escola Péricles Vieira de Mendonça, além de formar atletas de natação, vôlei e ginástica rítmica do Botafogo Futebol Clube de São João[carece de fontes?].Atualmente disputa campeonatos na categoria máster e foi Campeã Brasileira em 2012 jogando pela equipe Companhia da Bola de Belo Horizonte e compete também na categoria máster na natação.

## Títulos e Resultados
- 2012-Campeã do Campeonato Brasileiro de Voleibol Feminino Máster[2]
- 1975-5º Lugar dos Jogos Pan-Americanos (Cidade do México,  México)[5]
- 1971-4º Lugar dos Jogos Pan-Americanos (Cali,  Colômbia)[5]
- 1970-13º lugar do Campeonato Mundial (Varna,  Bulgária)[7]
- 1967-4º Lugar dos Jogos Pan-Americanos (Winnipeg,  Canadá)[5]
- 1966- Campeã do Campeonato Brasileiro de Seleções[2]
- 1965- Campeã do Campeonato Brasileiro de Seleções[2]
- 1964- Campeã do Campeonato Brasileiro de Seleções(Juvenil)[2]

## Premiações Individuais
- MVP do Campeonato Brasileiro de Seleções Estaduais Juvenis
- MVP do Campeonato Brasileiro de Seleções Estaduais [2]
- MVP do Campeonato Sul-Americano de 1969 .[2]
- 2ª Melhor Jogadora da Universíada de Verão de 1973